# Estadio del FC Krasnodar
El Estadio del FC Krasnodar (en ruso Стадион ФК «Краснодар») es un estadio de fútbol de Krasnodar, Rusia. Fue inaugurado el 9 de octubre de 2016 con un aforo de 33 179 espectadores y es el estadio del FC Krasnodar de la Liga Premier rusa.
El escenario fue nominado como base de entrenamiento para la Copa Mundial de 2018, pero la FIFA rechazó la solicitud de la ciudad.

## Diseño y construcción
El diseño de la estructura fue realizado en el estudio de arquitectura de Gerkan, Marg und Partner, el cual fue seleccionado por Siergieja Galickiego, propietario del FC Krasnodar.
La construcción consiste en un sistema de prefabricación, para un total de 33 179 asientos con terrenos adyacentes. Tuvo un costo aproximado a los 200 millones de euros. Los trabajos iniciaron en 2013, y la inauguración fue el 9 de octubre de 2016. El primer partido se desarrolló entre los combinados de Rusia y Costa Rica con toda las localidades vendidas. El gol que marcó el inicio del escenario fue de Randall Azofeifa y el resultado final fue de 3-4 a favor de los costarricenses.

## Partidos
- 9 de octubre de 2016: Rusia 3 - 4 Costa Rica (Amistoso)
- 24 de marzo de 2017: Rusia 0 - 2 Costa de Marfil (Amistoso)
- 17 de noviembre de 2017: Argentina 2 - 4 Nigeria (Amistoso)
- 9 de junio de 2018: España 1 - 0 Túnez (Amistoso)

## Galería

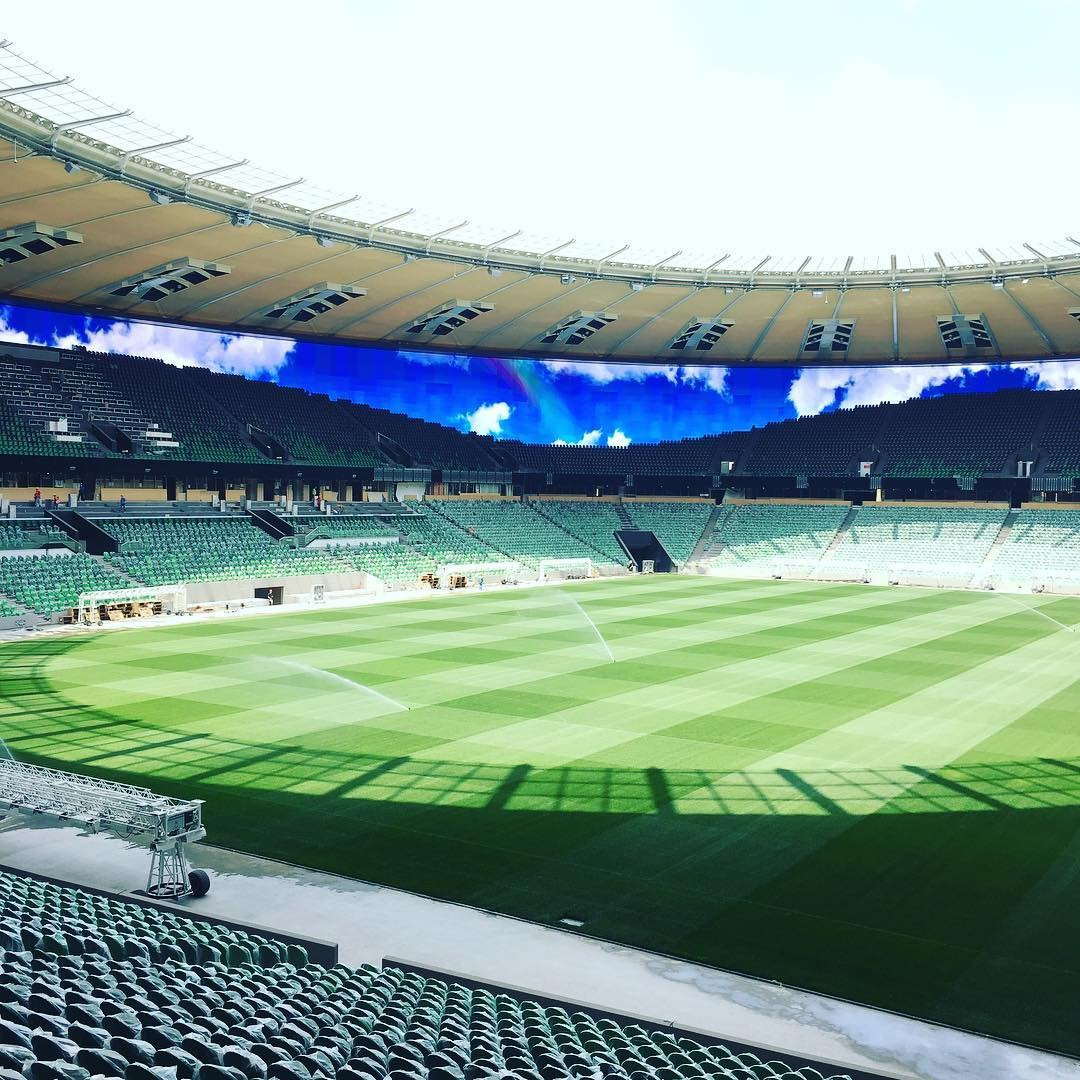
Interior del estadio.
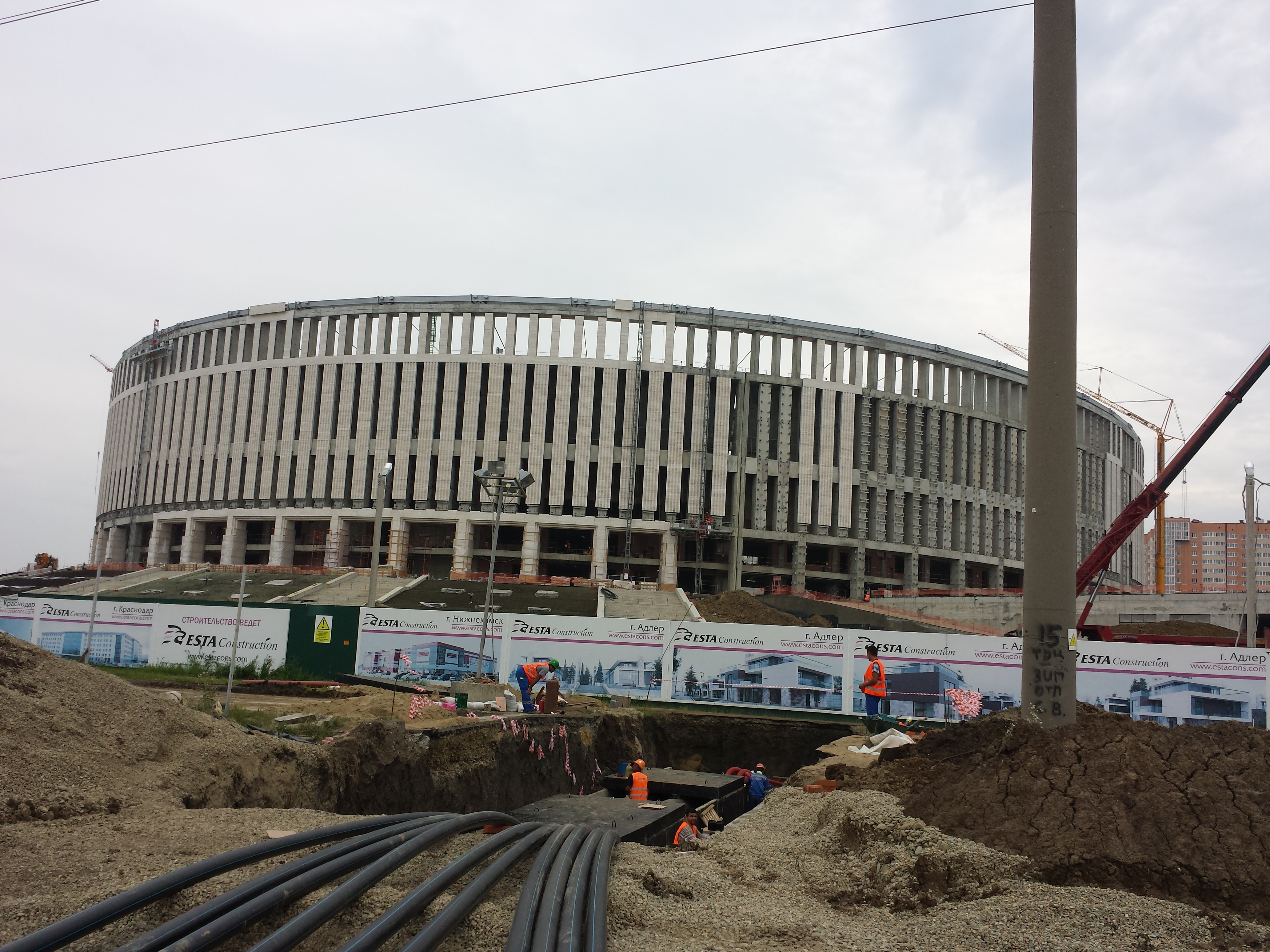
Construcción del estadio.
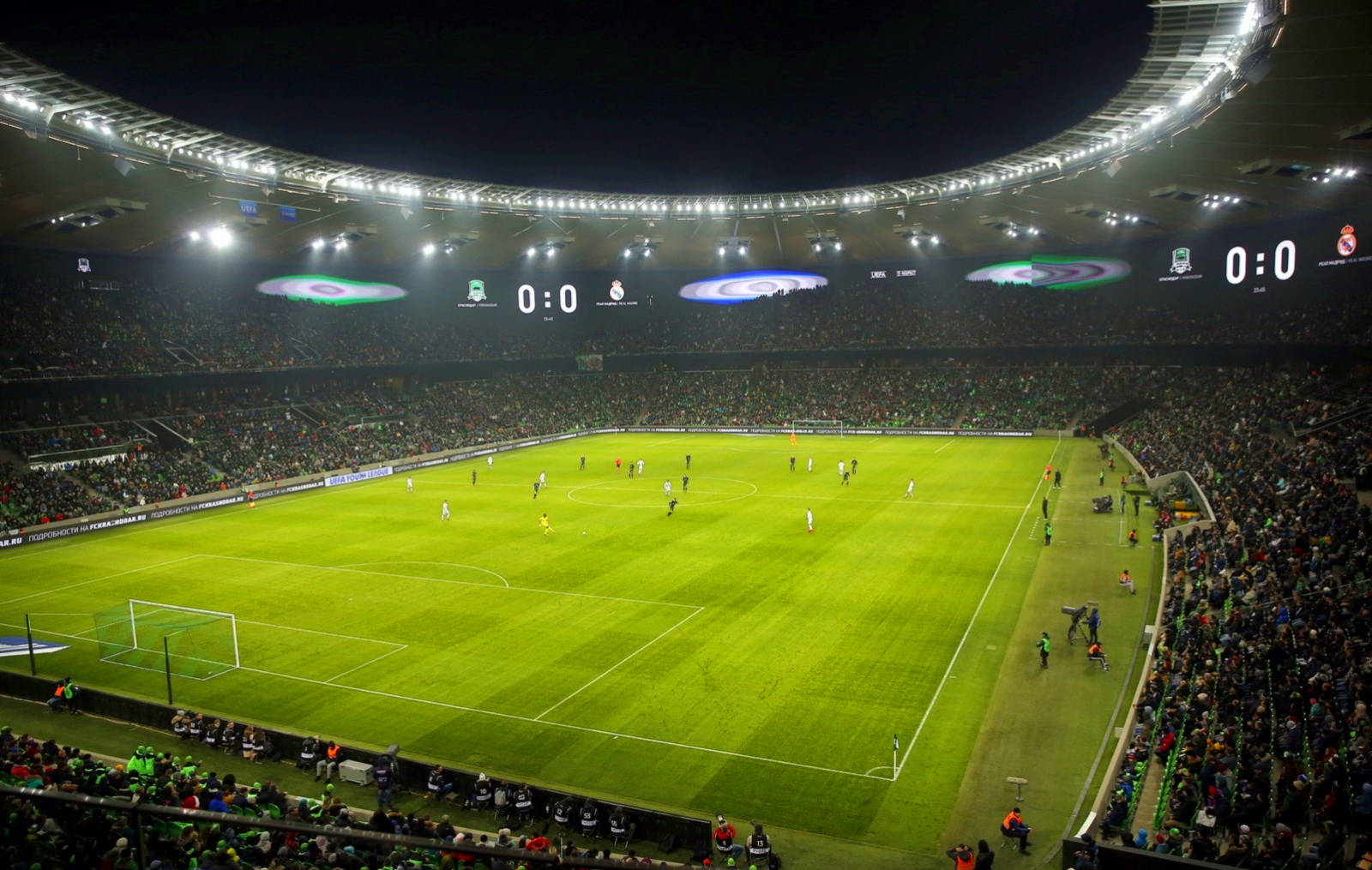
Durante un partido.
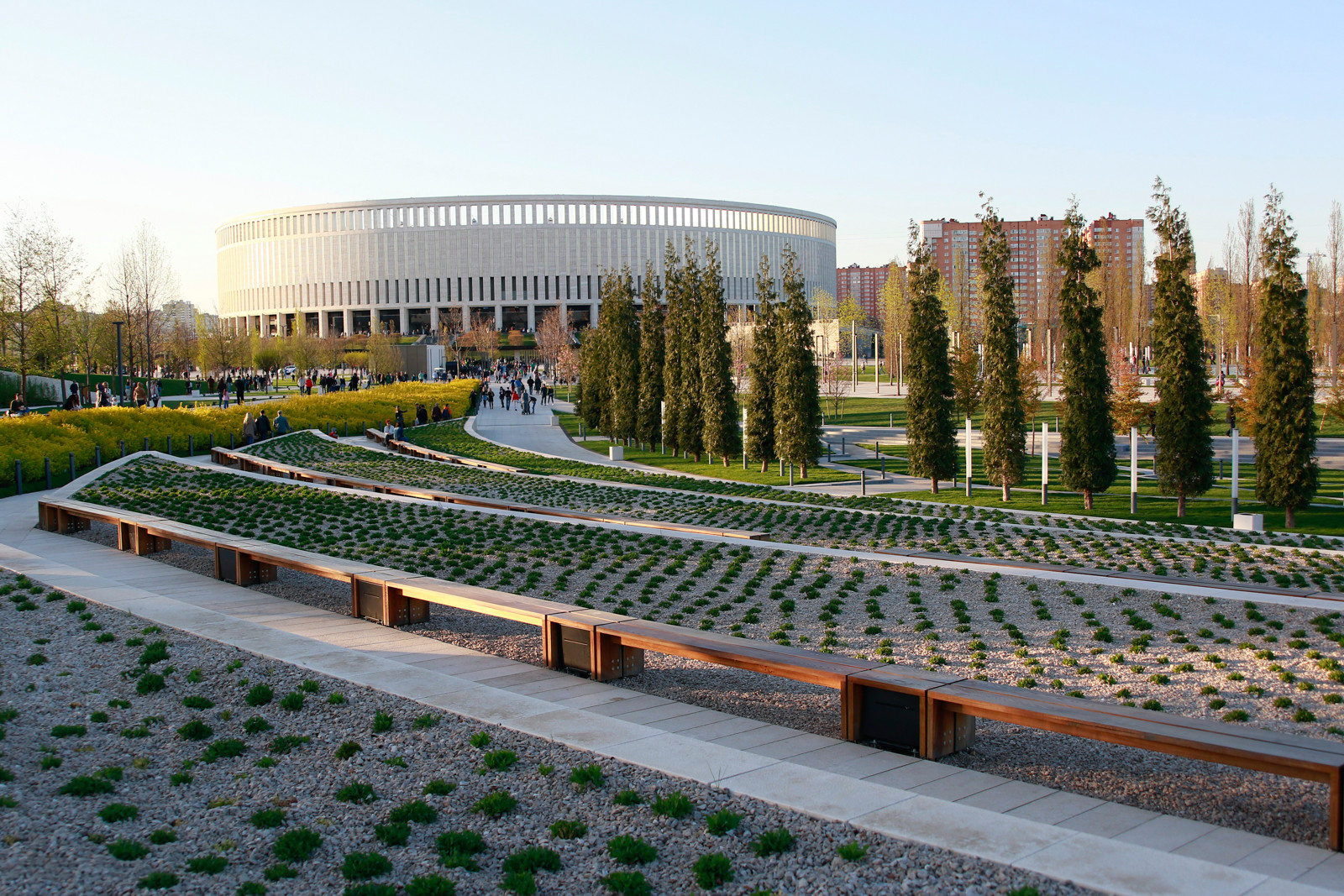
Alrededores.
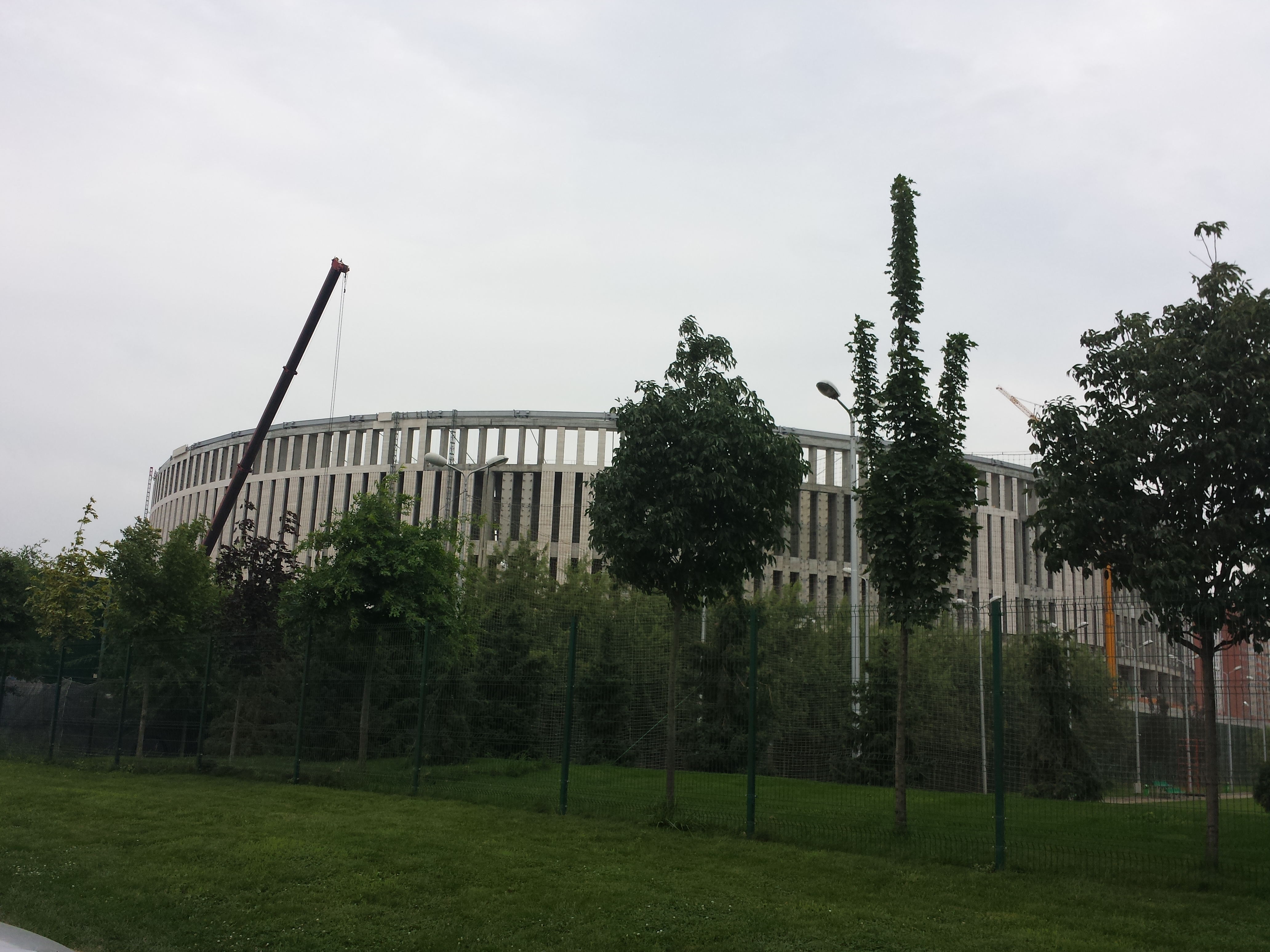
Otra panorámica.